# Player versus Player
Player versus Player (PvP), zu deutsch: „Spieler gegen Spieler“, bezeichnet bei Mehrspieler-Computerspielen einen Modus, der den Kampf zweier oder mehrerer Spieler oder Spielergruppen gegeneinander ermöglicht. Der Begriff findet praktisch nur Verwendung bei Spielen, die vorrangig für ein kooperatives Spielen miteinander ausgelegt sind und davon verschiedene Varianten bieten, also zumeist Rollenspiele. Bei Ego-Shootern hingegen ist es üblich, dass die Spieler in einem Mehrspieler-Spiel gegeneinander antreten – und nicht miteinander gegen sogenannte Bots kämpfen.
PvP bezeichnet ein Kräftemessen zwischen Spielern oder Spielergruppen. Dies findet je nach Spiel auf unterschiedliche Art und Weise statt, und Erfolg oder Misserfolg sollten rein theoretisch nur von den Fähigkeiten des Spielers und den Fähigkeiten und der Ausrüstung des Spieler-Charakters (Avatar) abhängig sein. In der Praxis sind jedoch auch sekundäre Umstände relevant, wie bessere Hardware (Grafikkarte, Prozessor, programmierbare Tastatur etc.) oder eine schnellere Anbindung ans Internet.
Kritiker des PvP werfen den Spielern teilweise vor, dass sie keine rollenspieltechnischen oder auch nur sportlichen Motive verfolgen, sondern wahllos andere Spieler ausschalten oder bestimmte Bereiche und Quests von anderen Spielern freizuhalten versuchen (Griefer). Hierbei wird teilweise moralisch fragwürdig gehandelt, etwa indem eindeutig unterlegene Gegner ausgewählt werden oder Gegner, welche sich gerade in einer ungünstigen Lage befinden (steht unter Angriff von Computergegnern, ist an einer Craftingstation beschäftigt oder gerade abwesend), und manche Spieler brechen sogar die Spielregeln durch die Benutzung von Veränderungen des Spieles (Cheats).
Eine Variante von PvP ist Kill On Sight (KOS), bei dem ein bestimmter Spieler angegriffen wird, sobald er den Sichtbereich betritt. 
Es ist weit verbreitet, andere Spieler auf KOS zu setzen, wenn Letztere durch besonders unfaires Verhalten aufgefallen sind.
Teilweise werden Leute jedoch auch auf KOS gesetzt aufgrund anderer Gründe, zum Beispiel wenn sie unfaires Verhalten von anderen Spielern nicht toleriert haben. 
In manchen MMORPGs, so etwa Dark Age of Camelot, Guild Wars oder Lineage II, ist PvP ein fester Spielbestandteil. So kann in Lineage II zu bestimmten Zeiten eine Festung angegriffen werden (castle siege), um diese zu erobern. Die Verteidiger bestehen ursprünglich aus NPCs, später aus erfolgreichen Eroberern. In jedem Falle können andere Spieler den Verteidigern helfen. Es gibt in Lineage II aber auch freies PvP und sogenannte Clan Wars, in denen bestimmte Spielergruppen einander den Krieg erklären, ohne um eine bestimmte Ressource (also das Schloss) zu kämpfen.
Andere Spiele wie der Blizzard-Entertainment-Klassiker Diablo II oder Minecraft wurden vom Hersteller eigentlich nicht einmal auf PvP ausgelegt, doch von den Spielern über knapp ein Jahrzehnt massiv dazu benutzt.
Ähnliche PvP-Phänomene waren auch in anderen Spielen zu beobachten, wo sich Spieler selbst in Ligen und Turnieren verabredeten. Entwickler gehen nun dazu über, dass jedes neue MMORPG einen PvP-Modus besitzt.
Eine umfangreichere Variante des PvP ist das sogenannte RvR, die Realm versus Realm-Kämpfe. In diesen Kämpfen die Fraktionen in groß angelegten Schlachten gegeneinander, an denen mehrere Hundert Spieler pro Partei beteiligt sind. Auf diese Weise können ganze virtuelle Kriege ausgetragen werden. Auch Kriege zwischen Gilden sind möglich, die dann jedoch etwas kleiner ausfallen.